# Alphaeus Philemon Cole
Alphaeus Philemon Cole (12 de julho de 1876 – 25 de novembro de 1988) foi um artista, gravador e gravador em água-forte americano. Ele nasceu em Jersey City, Nova Jersey e morreu na Cidade de Nova Iorque. Ele era o filho do notável gravador Timothy Cole. No momento da sua morte, Alphaeus era o homem vivo verificado mais velho no mundo.

## Biografia
Cole estudou a arte primeiro sob Isaac Craig, na Itália, depois em Paris de 1892 a 1901 com Jean Paul Laurens e Jean-Joseph Benjamin-Constant na Academia Julian, e depois na École des Beaux-Arts. Em meados da década de 1890, ele começou a produzir muitas obras vibrantes, principalmente várias imagens mortas e retratos. Sua pintura de Dante foi exibida no Salão de Paris de 1900, e mais obras de arte foram exibidas na Exposição Panamericana de 1901 em Buffalo, Nova Iorque.
Cole mudou-se para a Inglaterra e casou-se com a escultora Margaret Ward Walmsley em 1903. Ele começou a se aventurar nos campos de gravura em madeira, aço e gravura de água-forte, mas essas obras venderam substancialmente menos do que seus retratos. Ele contribuiu com vários desenhos para a Encyclopædia Britannica. Eles se mudaram para os Estados Unidos, em 1911. Em 1918, Cole tornou-se membro do Salmagundi Club, o clube de arte profissional mais velho da nação. De 1924 a 1931, ele deu aulas de retrato e vida silvestre na Cooper Union. Cole foi eleito para a Academia Nacional de Desenho em 1930. Ele foi o presidente do New York Water Color Club de 1931 a 1941. Na década de 1940, Cole trabalhou como juiz de pinturas no Manhattan Pochapin Manhattan Hall of Art. De 1952 a 1953, foi presidente da Allied Artists of America. Sua primeira esposa morreu em 1961 e Cole casou-se com Anita Rio, uma cantora e a viúva do pintor Eugene Higgins, em 1962. Anita morreu em 1973.
Cole pintou e exibiu ativamente até aos 103 anos. Ele morreu no Hotel Chelsea de Nova Iorque, onde ele morou por 35 anos. O trabalho de Cole é exibido na National Portrait Gallery e do Brooklyn Museum, e seus papéis são armazenados na Smithsonian Institution.
Embora não reconhecido na época, Cole tornou-se o homem vivo mais do mundo de 5 de janeiro de 1987, após a morte do esquiador norueguês Herman Smith-Johannsen, até sua morte. Cole morreu aos 112 anos e 136 dias.